# تاكاو ميوشي
تاكاو ميوشي (باليابانية: 見吉隆夫؛ بالكانا: みよし たかお) هو مطور ألعاب فيديو ‏ ياباني، ولد في 23 يونيو 1968 في هيوغو في اليابان.